# Улица Зодчего Росси
У́лица Зо́дчего Ро́сси — улица в Центральном районе Санкт-Петербурга. Проходит от площади Островского до площади Ломоносова.

## История
В середине XVIII века территорию занимали дворовые постройки и сады Воронцовского дворца и Аничкова дворца. В конце XVIII века часть территории продана под застройку частным лицам. Проектные работы по реконструкции района были начаты в 1816 году Комитетом для строений и гидравлических работ. В 1827 году специальная комиссия при Кабинете его императорского величества произвела оценку участков.
В 1816 году Александр I поручили председателю Комитета строений и гидравлических работ А. Бетанкуру реконструировать усадьбу Аничкова дворца. К проектированию привлекли архитекторов А. К. Модюи и К. И. Росси, состоявших на службе в Комитете строений. Оба зодчих представили свои варианты реконструкции усадьбы Аничкова дворца вместе с полной перепланировкой всей окружающей территории от Аничкова дворца до Садовой улицы. Александр I утвердил проект реконструкции представленный А. Модюи.
Как писал в своих воспоминаниях Ф. Вигель:
Он [Модюи] нашел, однако же, средство быть действительно полезным: этим же летом принялся он за составление проектов для нового устройства внутренних населеннейших частей города. В них было еще много пустырей, обширных кварталов, одними садами и огородами занятых; через них стал он проводить линии и этим способом умножать сообщения и сближать расстояния. Все его планы были одобрены; но, увы, не ему было поручено их исполнение. Например, по его указаниям, по его рисункам, на месте грязного двора перед Аничковым дворцом устроена большая площадь со сквером, с Александрийским театром и с высокими вокруг него зданиями и пробита улица вплоть до Чернышева моста. По его же проекту с Невского проспекта от городской башни открыта новая Михайловская улица, ведущая к новой площади, в глубине коей должен был возвыситься Михайловский дворец и которой однообразные большие строения должны были служить рамой. Все это начато и окончено без него и даже после него.Вигель Ф. Ф., «Воспоминанія Филиппа Филипповича Вигеля», университетское изданіе Каткова и Ко в 7и частяхъ , Москва, 1864 годъ
Реализация предложенного Модюи плана реконструкции была предложена К. Росси. Современный ансамбль улицы Зодчего Росси формировался по проекту К. Росси в 1828—1834 годах (за что и получила своё современное название в 1923 году).
В доме № 1/3 первоначально предполагалось разместить военно-учебные заведения. Однако в итоге там разместились Министерство народного просвещения и Министерство внутренних дел.
На противоположной стороне улицы располагается дом № 2, который изначально был построен как доходный Департамента уделов Министерства императорского двора. В своё время на первом этаже здесь располагались лавки купцов Дейтера, Колпакова, Низовского, фарфоровых, стеклянных и бумажной фабрик. Во втором и третьем этажах устроили гостиницу и жилые помещения. Ввиду протестов купцов Гостиного двора, обратившихся к Николаю I с петицией о защите их от конкуренции, в 1836 году поступил высочайший приказ о передаче здания Дирекции императорских театров. После изменения фасада (аркады были заложены, арки превращены в оконные ниши) и интерьеров, произведённой по проекту архитектора А. К. Кавоса, туда въехало Санкт-Петербургское Императорское театральное училище (ныне Академия русского балета имени А. Я. Вагановой), которое закончили многие выдающиеся мастера театра и балета. Благодаря этому дом № 2 стал одним из центров театральной жизни Петербурга. Долгое время вплоть до 1917 года в части здания, примыкающей к площади Островского располагалась Дирекция Императорских театров, помещения которой в 1918 году занял Санкт-Петербургский музей музыкального и театрального искусства, действующий поныне. Кроме него сегодня в этой части здания находится Санкт-Петербургская театральная библиотека — уникальное в мире собрание материалов по истории театрального искусства. В средней части корпуса расположилась Музыкальная библиотека Мариинского театра, основанная в начале XIX века. В части дома, примыкающей к площади Ломоносова, в 1998 году восстановлен православный храм во имя Святой Троицы. Храм был основан в 1806 году и являлся домовой церковью театрального училища и Дирекции театров. Храм действует, вход в него возможен через помещения Академии Русского балета имени А. Я. Вагановой.
Во дворах находятся здания, построенные и другими архитекторами. Так в 1890—1891 годы во дворе дома номер 2 по проекту архитектора А. Р. Гешвенда был построен склад декораций балетной труппы Дирекции императорских театров.
В доме № 2 (кв. 71) в 1935 году и в доме № 3 (кв. 77) в 1936—1941 гг. жил актёр Николай Симонов.
В 1999 году городским Комитетом по градостроительству и архитектуре был проведён конкурс проектов на благоустройство улицы Зодчего Росси и площади Островского. В результате работ по благоустройству этой части города по проекту «Архитектурной мастерской — ТРИ» тротуары улицы были вымощены плитами серого и красного гранита, которые составлены в крупные карты. Въезды в подворотни улицы осуществляются по специальным наклонным пандусам, которые выполнены из каменных блоков.
В конце 2007 года стало известно, что на здании Академии им. Вагановой могут появиться мансарды. Хотя любые строительные работы, кроме реставрационно-восстановительных, на памятниках архитектуры законодательно запрещены, городские власти утверждают, что мансарды законны и не изменят конфигурацию кровли и общий облик здания.
До 2007 года на улице Зодчего Росси располагался Горэлектротранс.
В настоящее время в доме № 1—3 располагаются Комитет по градостроительству и архитектуры Правительства Санкт-Петербурга, а также Служба государственного строительного надзора и экспертизы Санкт-Петербурга.

## «Заячья роща»
Из-за сложновыговариваемого названия улицу часто называли неправильно. Так, существует городская байка о том, как старушка села в такси на вокзале и попросила отвезти её на улицу «Заячья роща», на что таксист ответил, что такого места в Ленинграде нет. Пассажирка настаивала на своем и предложила показать дорогу (по другой версии — сказала, что на этой улице находится Вагановское училище) — и в итоге таксист привозит бабушку на улицу Зодчего Росси.
В 1920-х — 1930-х годах кондукторы автобусов и трамваев объявляли остановку на улице как «Улица Зощенко—Росси».